# Xenoplatyura salebrosa
Xenoplatyura salebrosa är en tvåvingeart som beskrevs av Loïc Matile 1998. Xenoplatyura salebrosa ingår i släktet Xenoplatyura och familjen platthornsmyggor. Inga underarter finns listade i Catalogue of Life.